# Ciclo económico
En economía, se denominan ciclos económicos, ciclos comerciales o fluctuaciones cíclicas de la actividad económica a las oscilaciones recurrentes de la economía en las que una fase de expansión va seguida de otra contracción, seguida a su vez de expansión y así sucesivamente. La contracción genera como resultado una crisis económica que afecta en forma negativa la economía de millones de personas.
Para Wesley Mitchell, los ciclos económicos son fenómenos específicos de las economías basadas en el dinero y la actividad comercial, en las que la actividad económica está organizada mediante empresas que buscan maximizar sus beneficios. Todo lo que afecta a la economía, desde las lluvias hasta la política, ejerce su influencia afectando al factor básico: el lucro.
Para la corriente del keynesianismo, los ciclos económicos son inevitables pues son el resultado del cambio cíclico en la eficiencia marginal del capital, pero mediante ciertas medidas, como el incremento del gasto público, se pueden suavizar y aminorar sus costos económicos en el conjunto de la población.
Para la corriente austriaca, en general, el ciclo económico deviene de una expansión económica artificial, es decir, no respaldada por ahorro voluntario previo y gestada a través de una manipulación a la baja de tipos de interés, que tiende a aumentar inversiones y crear un falso auge económico, debido a una distorsión en precios relativos por la mayor masa de dinero circulante. Estas inversiones, que serían inexistentes o distintas de no ser por la mencionada distorsión, sobreutilizan los bienes de capital acumulados, desviándolos a proyectos no rentables. Tales burbujas inevitablemente acaban estallando. Cuando la emisión de nuevos medios fiduciarios cesa, las tasas de interés artificiales se acomodan a su verdadero nivel, generalmente muy superior al establecido por los bancos centrales.
El ciclo económico se define como el periodo que cumple una serie o conjunto de fenómenos económicos en un orden determinado. Se define como un movimiento de la producción capitalista a través de fases que guarda entre sí una relación de sucesión siendo su fase la crisis o fondo de reanimación o recuperación cima o auge.

## Definición
La definición clásica de A. F. Burns y W. C Mitchell (1946) es la siguiente:
Los ciclos de los negocios son un tipo de fluctuación en la actividad económica agregada de las naciones cuya actividad está organizada principalmente en empresas lucrativas: un ciclo consiste de expansiones que tienen lugar aproximadamente a la vez en muchas actividades económicas, seguidas por recesiones, contracciones y recuperaciones igualmente generales que confluyen en la fase de expansión del ciclo siguiente; la secuencia de cambios es recurrente pero no periódica; en duración los ciclos de los negocios pueden variar desde poco más de un año hasta diez o doce años; no son divisibles en ciclos más cortos de carácter similar con amplitudes parecidas.

## Aspectos generales

### Medición estadística

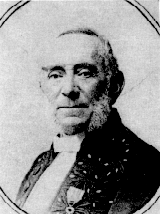
Clément Juglar

Desde el siglo XIX, los estudiosos de la economía notaron dramáticas caídas de la actividad económica a intervalos variables de 7 a 10 años. En 1863, el francés Clement Juglar demostró con pruebas estadísticas que las crisis no eran fenómenos aislados, sino parte de una fluctuación cíclica de las actividades económicas-financieras y que los períodos de prosperidad y crisis se seguían unos a otros. Desde perspectivas distintas, tanto la economía marxista como la escuela austríaca han profundizado en el estudio de las causas estructurales del ciclo económico y las crisis.
Como los ciclos económicos son irregulares, como las demás fluctuaciones cíclicas, son oleadas recurrentes de expansión y contracción que no tienen un lapso fijo. Se distinguen de las fluctuaciones estacionales por la naturaleza de su ritmo: las estaciones (por ejemplo, las estaciones del año) tienen ritmo fijo o regular, en cambio las fluctuaciones cíclicas tienen un ritmo variable o irregular, aunque un modelo fácil de reconocer.
Aun cuando los ciclos no se desenvuelven en períodos fijos de tiempo ni en secuencias regulares de sucesos, pueden ser medidos, tal y como lo han demostrado las investigaciones de Kydland y Prescott (1982, 1990, 1995). Las sucesivas fases de expansión (o prosperidad, o auge) y contracción (o recesión, o depresión, o crisis) pueden medirse y estudiarse mediante los métodos de la estadística y la econometría, que proporcionan recursos para diferenciar las estaciones de los ciclos y para descartar de una serie cronológica las tendencias a largo plazo y aislar así las fluctuaciones cíclicas (v.g el Filtro de Hodrick-Prescott) y además permiten diferenciar las variables que influyen o determinan el ciclo y aquellas independientes de él.
Aunque los estudios a largo plazo pueden encontrar la duración promedio de determinada fluctuación cíclica, es imposible predecir la duración de cada ciclo, la cual no puede deducirse del promedio, ni de la duración del ciclo anterior ni de la de algún grupo de ciclos precedentes. En cambio es posible investigar y determinar la compleja interrelación de componentes necesarios y aleatorios que caracterizan las fluctuaciones cíclicas de la vida económica.

## Fases del ciclo

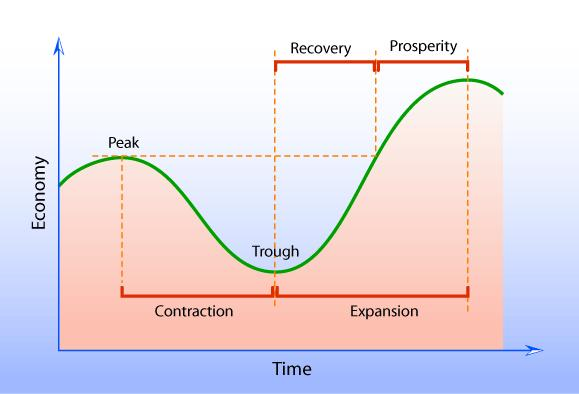
Fases del ciclo económico].

Muchos autores de la teoría del ciclo consideran que cada ciclo está constituido por cuatro cosas 
- Recuperación o Expansión: es la fase ascendente del ciclo. Se produce una renovación del capital que tiene efectos multiplicadores sobre la actividad económica generando una fase de crecimiento económico y por tanto de superación de la crisis. La economía está en expansión cuando la actividad general en la fase de recuperación supera el auge del ciclo económico inmediatamente anterior.
- Auge: es el momento el cual la economía llega a su más alta etapa, utilizando todos los factores de producción; a su vez provocando una sobreproducción y saturación del mercado, disminuyendo el ritmo económico
- Recesión: corresponde a la fase descendente del ciclo. En la recesión se produce una caída importante de la inversión, la producción y el empleo. Una crisis es una recesión particularmente abrupta. Si además durante la recesión la economía cae por debajo del nivel mínimo de la recesión anterior estamos frente a una contracción.
- Depresión: el punto más bajo del ciclo. Se caracteriza por un alto nivel de desempleo y una baja demanda de los consumidores en relación con la capacidad productiva de bienes de consumo. Durante esta fase los precios bajan o permanecen estables.

No obstante, hay mucha imprecisión en el uso de estos términos. A menudo se usa depresión simplemente para indicar una recesión particularmente intensa, por ejemplo, si la tasa de desempleo excede del 10%. 
Diversas variables económicas y sociales cambian en relación con las fases del ciclo. Se denominan procíclicas las variables que profundizan los efectos del ciclo económico, es decir que aceleran las expansiones y agravan las recesiones. Las más típica de estas variables son el producto interno bruto, que suele ser tomado como referencia del momento del ciclo económico y el consumo, que se ve estimulado por un crecimiento del producto bruto interno, empujando aún más la fase ascendente, y es contraído por la crisis, de manera que la reducción en el consumo conduce a la recesión y agrava los efectos del ciclo en la producción. Otras variables procíclicas son por ejemplo las horas de trabajo semanal promedio insumidas en la industria, la actividad industrial, la recaudación fiscal o el consumo de energía.
Se denominan contracíclicas las variables que tienden a actuar de contrapeso durante la fase de expansión y como estímulo durante la contracción.
Se denominan acíclicas las variables cuyos cambios no están asociados a los cambios de la actividad económica.
Cuando una variable o indicador cambia de forma procíclica o contracíclica, la variación puede darse de forma adelantada, cuando la variable se adelanta al ciclo general, del que el PIB suele tomarse como índice (por ejemplo, son variables procíclicas adelantadas las ganancias empresariales y las horas semanales promedio insumidas en la industria). En cambio, se dice que una variable es retardada cuando cambia con un desfase o retardo respecto al ciclo general (por ejemplo, la tasa de desempleo suele moverse contracíclicamente con un retardo de uno o varios trimestres con respecto al ciclo general). Si dos variables cambian simultáneamente con respecto al ciclo, se dicen coincidentes.

### Clases de ciclos

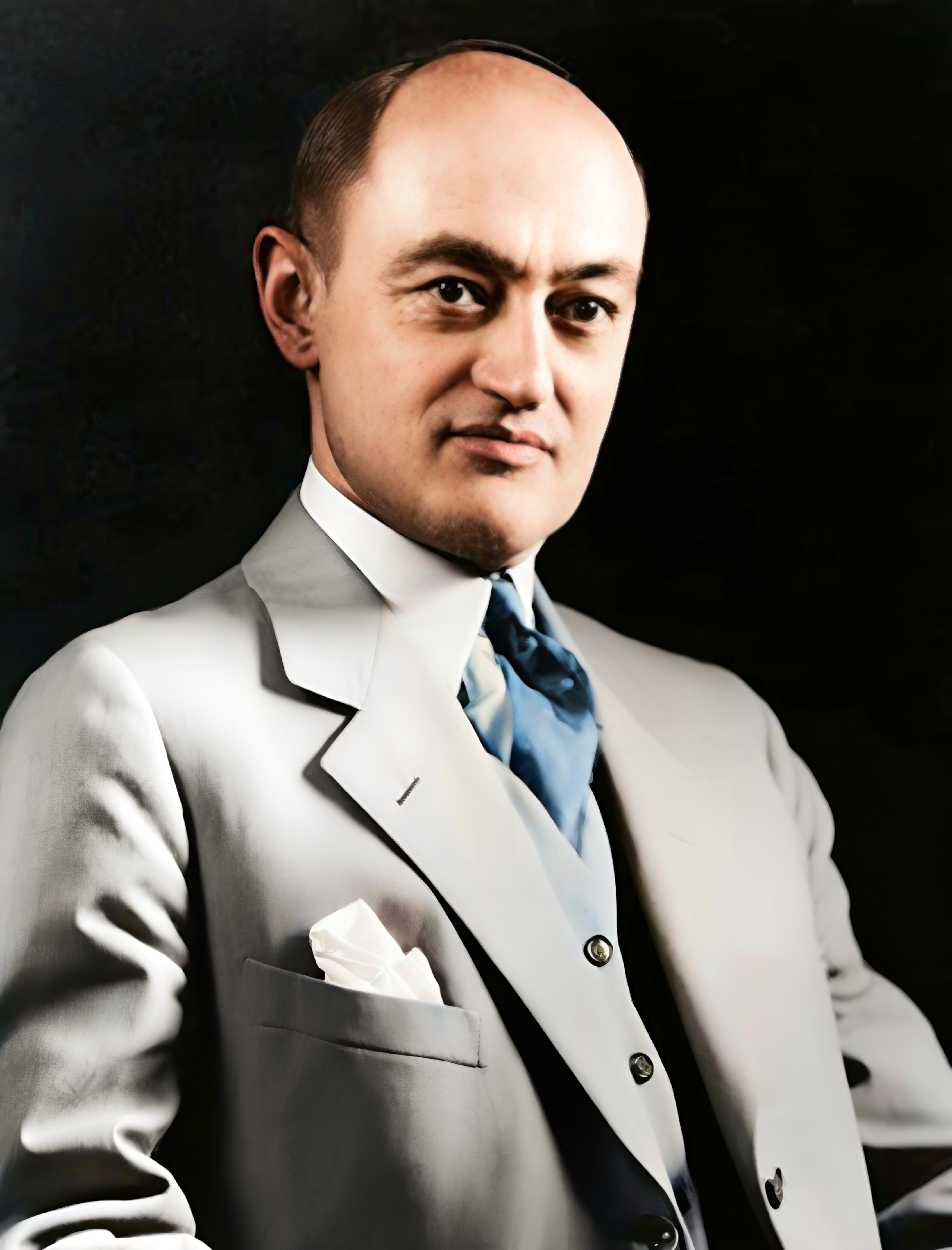
Joseph Schumpeter propuso el modelo tricíclico

Se han descrito diversos tipos de ciclos económicos generales y ciclos sectoriales. Los generales serían:
- Cortos, pequeños o de Kitchin, con una duración promedio de 40 meses.
- Medios o de Juglar, 8 años y medio en promedio; se distinguirían por la presencia de auges y crisis cíclicas.
- Largos, ondas largas o ciclos de Kondratiev, de 50 o 60 años de duración: durante la expansión los ascensos son prolongados y más fuertes, las crisis son suaves y las recesiones, cortas; durante la depresión, los ascensos son débiles y cortos, las crisis muy fuertes y las recesiones, prolongadas, hasta alcanzar el grado de depresiones económicas generales.

Esta taxonomía de los ciclos es cuestionada por muchos investigadores, debido sobre todo a la ausencia de teorías que puedan explicar la existencia de periodos de duración preestablecida en la actividad económica. Así, por ejemplo, en la cronología generalmente aceptada del National Bureau of Economic Research los ciclos solo se definen por sus fases de expansión y recesión sin que nadie en general se preocupe de indagar si se trata de ciclos de Kitchin o de Juglar. 
Ciclos sectoriales que algunos investigadores señalan son por ejemplo el del sector de la construcción, que tendría 18 años en promedio, posicionándose entre el ciclo económico medio y largo.

## Teoría del ciclo

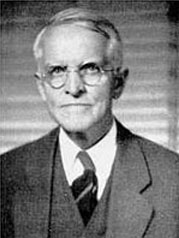
Wesley Mitchell.jpg

Las primeras sistematizaciones generales de las diversas investigaciones previas sobre el ciclo económico se le deben a Wesley Mitchell, quien expuso magistralmente el desarrollo cíclico, y a Schumpeter (1939) quien definió el "modelo tricíclico".
La Gran Depresión obligó a profundizar los estudios científicos sobre este tema, pero una vez terminada la II Guerra Mundial, al producirse la expansión de un nuevo ciclo largo, se descuidó el estudio del ciclo y se llegó a generalizar la creencia según la cual era posible erradicar las crisis del crecimiento económico, incluso entre economistas tan notables como Paul Samuelson. Fueron la excepción trabajos como los de James Arthur Estey (1956), Ernest Mandel, Jan Tinbergen y Stanislav Menshikov.
Las ilusiones dieron paso a la realidad después de 1968 y especialmente tras la crisis internacional de 1973. Desde la perspectiva de la Nueva economía clásica, Robert Lucas (1975) formuló un modelo del ciclo económico. Mandel y otros economistas marxistas multiplicaron sus análisis sobre las crisis cíclicas. Nuevos e importantes estudios sobre el ciclo económico han sido producidos desde entonces y han ayudado a entender la crisis internacional de 2001 y la reactivación de 2003 y nutren el debate sobre el futuro de la economía mundial.

## Ciclos frente a fluctuaciones aleatorias
El interés de la teoría económica se ha desplazado desde la teoría del ciclo, que algunos consideran determinista, hacia el estudio de las fluctuaciones económicas aleatorias, aunque se siga usando la expresión ciclo económico, ya que siempre se ha distinguido las fluctuaciones cíclicas de aquellas estrictamente determinadas, como las estaciones.
Defensores de la teoría de las expectativas racionales sostienen que no puede existir ningún "ciclo determinista" puesto que eso conduciría a oportunidades en relación con las diferencias de precios en diferentes mercados que serían aprovechadas por agentes económicos racionales y por tanto acabarían con la dinámica de ciclo. La teoría del ciclo económico ilustra en cambio, cómo la actuación de tales agentes termina por reforzar las causas de las fluctuaciones cíclicas. 
Sin embargo, la suposición clásica o liberal de que la economía está cercana al equilibrio, parece difícilmente compatible con la existencia de ciclos. Por tal razón las formulaciones alternativas han mantenido interés y se han enfrentado a las teorías del ciclo desde el siglo XIX.

### Series temporales y modelos estocásticos
Así ciertos modelos estocásticos de media móvil conducen a series temporales que mostradas en gráficos muestran fluctuaciones similares a las observadas en series históricas reales de valores de inflación, empleo o inversión. Según estos enfoques, esos procesos estocásticos generan gráficos que presentan mayor similitud con las series de tiempo reales que cualquier teoría de ciclos basada en fórmulas deterministas.
En 1900 el matemático Louis Bachelier (Théorie de la spéculation) propuso que las fluctuaciones en ciertos precios seguían un paseo aleatorio, siendo totalmente aleatorios y sin componentes cíclicos. Siendo un trabajo pionero, el modelo de Bachelier fracasó al explicar las grandes fluctuaciones como la Gran Depresión. 
Benoît Mandelbrot (1963), propuso un modelo mejorado basado en el "vuelo de Lévy" (un caso más general de paseo aleatorio) que aplicó a los precios del algodón. El uso de la distribución de Lévy buscó explicar las grandes fluctuaciones en los mercados. 
Finalmente en 1995, R. Mantegna and H. Stanley analizaron cerca de un millón de registros del mercado de valores de los cinco años anteriores y encontraron que la distribución estaba a medio camino entre un paseo aleatorio gausiano y un vuelo de Lévy. También encontraron distribuciones similares independientes de la escala temporal, esta propiedad de autosimilitud está asociada a funciones fractales.

### Fluctuaciones financieras
Otras hipótesis insisten en lo inexorable de las fluctuaciones. Así, la investigación de Hyman Minsky se centró en la fragilidad financiera intrínseca a la marcha normal de la economía y en la comprensión de las crisis financieras. Minsky mostró cómo evoluciona la inestabilidad de los mercados financieros y cómo interacciona con la economía. Al hacerlo, incorporó algunos de los hallazgos de Irving Fisher y otros economistas. Los ciclos Minsky describen los patrones de la inestabilidad de los mercados financieros.
Minsky demostró que en tiempos de prosperidad se desarrolla una euforia especulativa mientras aumenta el volumen de crédito, hasta que los beneficios producidos ya no pueden pagarlo, momento en que los impagos producen la crisis. El resultado es una contracción del crédito, incluso para aquellas compañías que sí pueden pagarlo, momento en que la economía entra en recesión. Una característica fundamental de nuestra economía" escribió Minsky en 1974, "es que el sistema financiero oscila entre la robustez y la fragilidad, y esa oscilación es parte integrante del proceso que genera los ciclos económicos."

## Teoría delciclo real
Partiendo de ese tipo de enfoques, aplicados a fluctuaciones de la demanda agregada, Finn E. Kydland y Edward C. Prescott (1982, 1990 y 1995), ganadores del premio Nobel de economía de 2004, han realizado sus estudios sobre la teoría del ciclo real. Sus investigaciones estadísticas y econométricas han permitido determinar qué factores o variables se correlacionan directa o inversamente con las fluctuaciones cíclicas. Algunas de estas variables son exógenas o inducidas, que agudizan o suavizan las oscilaciones y pueden ser controladas o provocadas por la política económica, en tanto otras forman parte del carácter mismo de la ganancia capitalista y son, por consiguiente, motores del ciclo económico, destacando los "choques reales" por sobre los "choques monetarios". Además, el enfoque del ciclo económico real recoge la diferenciación entre fuentes de perturbación y mecanismos de propagación, propuesta por Ragnar Frisch a comienzos de la década del treinta.
Según el modelo de Kydland y Prescott, ante un choque favorable sobre la tecnología, el producto aumentará, la demanda de trabajo se expandirá, y el salario real se elevará, porque se incrementa la productividad de los factores, trabajo y capital, hasta que se incurra en una acumulación excesiva de capital durante el auge. Entonces el auge podía conllevar las semillas de la recesión.

### Teoría del ciclo real y grandes depresiones
Algunos economistas de pensamiento neoclásico (Cole & Ohanian 1999, 2000, 2001 & 2002) han utilizado la teoría del ciclo real y su instrumental matemático y metodológico para ofrecer una explicación alternativa a la Gran Depresión de 1929, que golpeó a Estados Unidos y al resto del mundo.
Se define una gran depresión como una caída acumulada de la producción real de más del 20%. Utilizando la metodología de los ciclos económicos reales, sus defensores atribuyen al menos un 40% de la pérdida de producción real a una disminución brusca de la productividad total de los factores, argumentando que el resto de explicaciones ofrecidas en la literatura es poco satisfactoria.
Según esta línea de pensamiento, podemos aprender más en término de economía preguntándonos por qué la producción tardó tanto tiempo en recuperarse más que por qué se produjo la caída en la producción en primer lugar.

### Microeconomía
La teoría del ciclo económico ha sido más eficaz en la planificación microeconómica, en la cual apoya la preparación de los escenarios de gerencia de riesgo y de sincronización de la inversión, especialmente en el capital de infraestructura que amortizable en períodos largos, y que debe financiarse por movimientos de efectivos en últimos años de la inversión. Al planificar tales inversiones grandes es útil anticipar el ciclo económico como línea de fondo, para eliminar proyecciones no razonables, como suponer un crecimiento exponencial constante.

### Problemas de medición
Algunos critican que las investigaciones del ciclo económico midan a menudo el crecimiento, usando indicadores defectuosos de la producción agregada, o el Producto interno bruto PIB real, que no es útil para medir el bienestar o la calidad de vida de la población. Se argumenta que hay un desajuste entre la forma como percibe el estado de la salud económica la mayoría de la gente y como lo perciben los banqueros o los economistas. Independientemente de las consideraciones sobre el desarrollo macroeconómico a largo plazo, los economistas y los banqueros pueden tener razón utilizar el PIB verdadero al estudiar los ciclos económicos. Después de todo, son las fluctuaciones en el PIB real, no aquellas que miden el bienestar, las que causan cambios en el empleo, las tasas de interés, y la inflación, es decir los indicadores económicos que son la preocupación principal de los expertos del ciclo económico. Por otra parte, los grandes teóricos del ciclo económico proponen al utilizar series del PIB o de los precios, fijarse más en indicadores como la tasa de ganancias, el rendimiento marginal de la inversión, el incremento de la inversión, el ritmo de innovación, y el valor agregado, a la hora de medir las fluctuaciones cíclicas.

### Relación con el ciclo inmobiliario
Los ciclos económicos hasta ahora explicados, tienen una relación directa con los ciclos inmobiliarios y la formación de burbujas inmobiliarias en las fases expansivas como se ha puesto de manifiesto en la última década en USA y España. Al parecer el valor de los inmuebles comienza a degradarse cuando el PIB no crece a niveles alrededor del 2%. Los ciclos inmobiliarios suelen durar de 7 a 10 años, siendo la fase recesiva siempre más larga que la expansiva. Los incrementos/decrementos de valor vía disminución/aumento de yields se neutralizan durante los ciclos, siendo el valor que permanece el asociado al incremento de rentas.

## Teorías del ciclo en diferentes escuelas

### La teoría crítica de los ciclos económicos largos

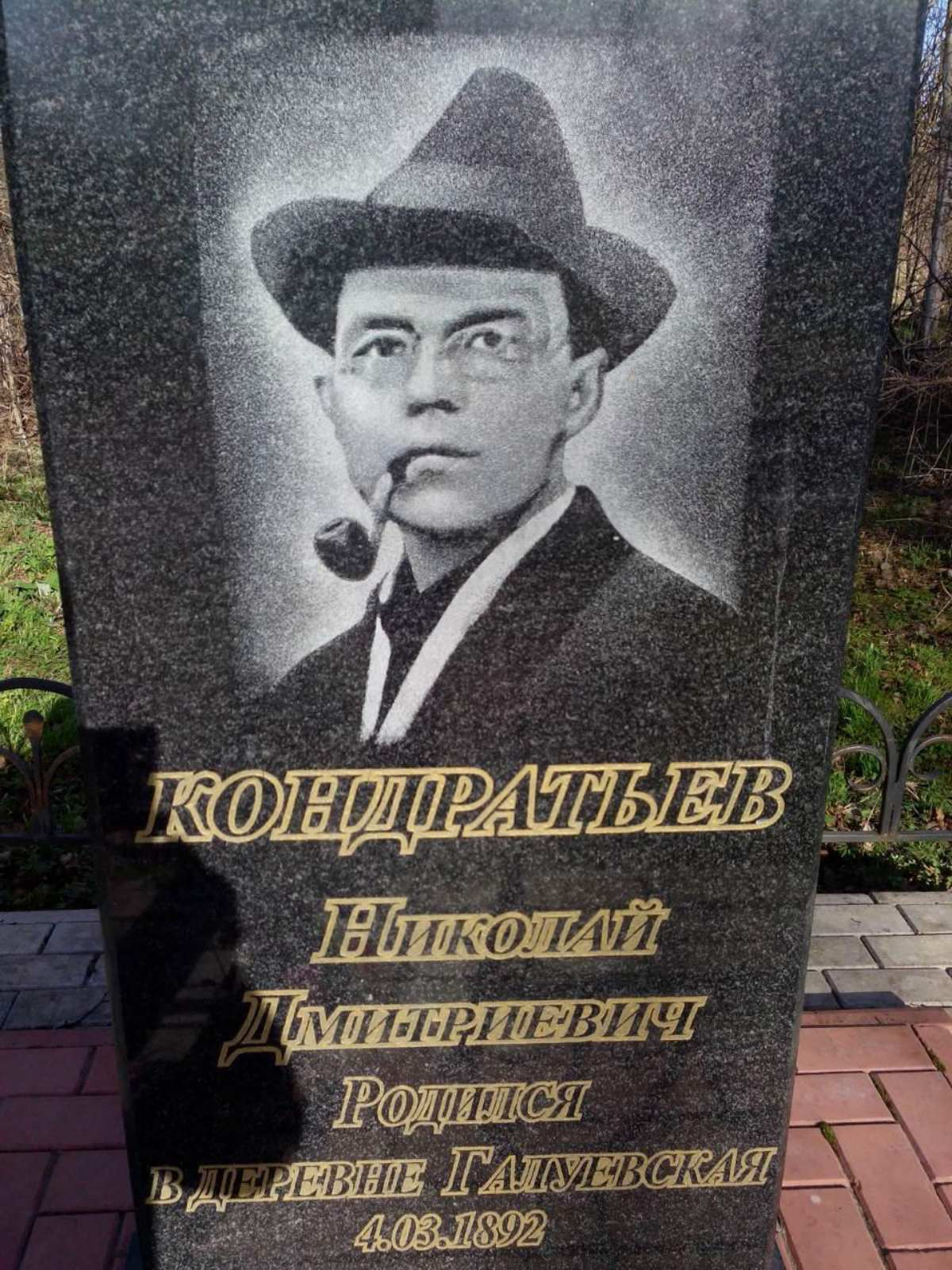
Monumento a Nikolai Kondratiev en su tierra, el pueblo de Galuevskaya

La existencia de ciclos económicos largos en la historia constituye una teoría tratada por numerosos en las cuales la industrialización llegaba a nuevos países, zonas o ramas de la producción y ondas largas depresivas en las cuales se agotaba el efecto explosivo de las nuevas conquistas. En 1913 el economista neerlandés J. Van Gelderen, a partir de las variaciones de los precios, postuló la existencia de ondas largas y dio una explicación de orden interno económico, la formación de nuevas ramas industriales o a su modernización tecnológica. Se considera al ruso Nikolái Kondrátiev (1892-1938) el fundador y primer expositor sistemático de la teoría del ciclo económico largo. Su divulgador fue Joseph Alois Schumpeter (1883-1950).
Desde la teoría crítica y el materialismo histórico diversos autores han tratado los ciclos económicos y sus consecuencias sociopolíticas mundiales. Aparece en la teoría del tiempo histórico de ciclo largo de Fernand Braudel (1902-1985), y en los trabajos conjuntos de Georges Modelski y William R. Thompson.
Giovanni Arrighi, en su libro The Long Twentieth Century (El largo siglo XX), y en Chaos and Governance in the Modern World System,
 escrito junto con Beverly J. Silver, hace una reinterpretación de la historia del capitalismo como una serie de alternancias entre 'expansiones materiales' o productivas y 'expansiones financieras'. Giovanni Arrighi, muy influenciado por la perspectiva del sistema-mundo de Immanuel Wallerstein, construye una de las teorías de los ciclos largos más completa. Analiza los grandes ciclos de acumulación de capital que se iniciaron con posterioridad al imperio español y portugués, concretamente en las ciudades-estado italianas del norte, donde comienza, para Arrighi, el primer mercantilismo o capitalismo mercantil. Pero serán tres países los que sean capaces de crear y usar en su beneficio una red de comercio y finanzas por todo el mundo: Holanda, Reino Unido y Estados Unidos. Cada uno de ellos tiene su ciclo de hegemonía y cada ciclo tiene una primera fase de expansión comercial, una fase de expansión financiera y una última de crisis y lucha hegemónica con otra potencia que resultará a la postre ganadora.

### Teoría austriaca del ciclo económico

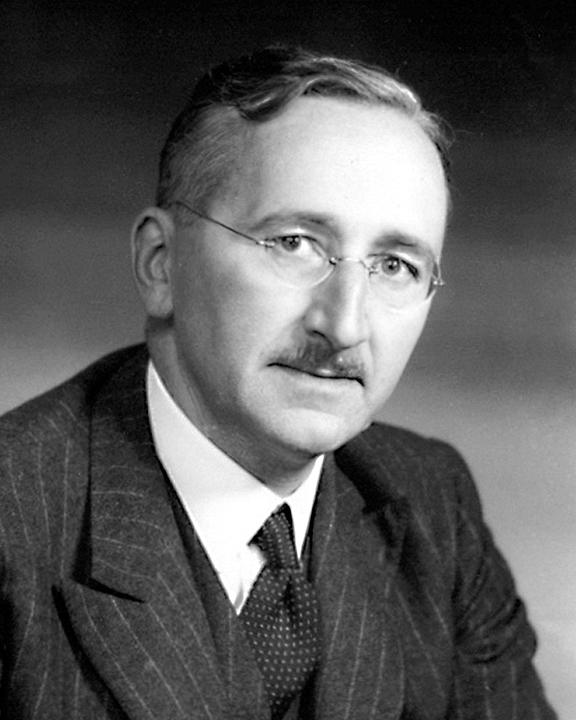
Friedrich Hayek (Premio Nobel de Economía en 1974)

Desde fines del siglo XIX los autores principales de esta escuela (Eugen von Böhm-Bawerk, Ludwig von Mises y Friedrich von Hayek) pusieron especial interés en demostrar la imposibilidad del socialismo y los peligros potenciales inherentes a las políticas del estado del bienestar. Para Hayek, políticas como el establecimiento de seguros de salud o fondos de jubilación públicos son los primeros pasos que llevan hacia la pérdida de la libertad (Camino de servidumbre, 1944).   
La teoría austríaca del ciclo económico fue desarrollada por economistas de la llamada escuela de Viena, cuyo fundador fue Karl Menger, seguido luego por Eugen von Böhm-Bawerk y Friedrich von Wieser. La teoría del ciclo fue elaborada en particular por Ludwig von Mises ("Teoría de la Moneda y de los Medios de Circulación", 1912, "La Acción Humana - Tratado de Economía", 1949), F.A. Hayek ("Precios y Producción", 1931, y "Teoría Pura del Capital", 1941) y Murray Rothbard ("La Gran Depresión", 1963). Mises y Hayek huyeron de Austria por el nazismo. Mises enseñó en Ginebra y Hayek en Inglaterra. Luego ambos enseñaron en los Estados Unidos. Economistas más jóvenes que habían sido alumnos de Mises o Hayek en Viena o conocido sus trabajos desarrollaron y discutieron aspectos de esta teoría. Algunos de los más activos en el siglo XX fueron John Fetter, Lionel Robbins, Gottfried von Haberler, Wilhelm Ropke, William Hutt, John Hicks, Fritz Machlup, Henry Hazlitt y Murray Newton Rothbard.
La teoría austriaca explica la relación entre la "estructura temporal" del capital social (partiendo de la teoría del capital de Böhm-Bawerk , el crédito bancario, el crecimiento económico y los errores de inversión masivos que se acumulan en la fase alcista del ciclo, explotando con la burbuja y destruyendo valor).
Sostiene que una expansión “artificial” del crédito, es decir, no respaldada por ahorro voluntario previo, tiende a orientar la inversión a largo plazo en direcciones equivocadas, debido a que los precios relativos y las tasas de interés de mercado han sido distorsionados por la mayor masa de dinero circulante en la economía. Se generan inversiones de alta intensidad de capital que no hubieran sido emprendidas de no ser por la mencionada distorsión, se  sobreutilizan los bienes de capital acumulados socialmente, y tarde o temprano las tasas de interés artificialmente bajas se acomodan a su verdadero nivel de mercado, generalmente muy superior al establecido por los bancos centrales, dada la escasez relativa de bienes de capital. Esto corta más o menos abruptamente el flujo de crédito barato, y las inversiones que parecían rentables con precios inflados ahora dejan de serlo: la crisis estalla y se efectúa la natural liquidación de las inversiones erróneas.

### Teoría keynesiana del ciclo
Para John Maynard Keynes, el ciclo económico es causado principalmente por las fluctuaciones de la eficiencia marginal de capital, la cual define como "la tasa de descuento que aplicada a la serie de rendimientos futuros que se calculan para toda la vida de una cantidad adicional de capital, nos da un valor actual de todos esos rendimientos, equivalente al costo de tal cantidad adicional". Para Keynes la rentabilidad esperada por el capital adicional invertido fluctúan y al desarrollarse un auge económico comienza a disminuir debido a la desilusión que provoca el crecimiento de los inventarios de mercancías; el pesimismo se extiende, la inversión se reduce y se produce finalmente la crisis. Una vez desencadenada la crisis debe pasar un tiempo para que se eliminen los sobrantes de capital y mercancía y se recuperen la demanda agregada, el consumo y la inversión hasta establecer la recuperación.
Keynes observaba cómo tras la crisis se disminuye la propensión marginal al consumo y se aumenta la preferencia por la liquidez, lo cual causa una mayor reducción de la inversión y puede alargar el período crítico y llevar hasta la depresión con su característica trampa de liquidez.
Keynes explicó que en la depresión en el desempleo no se reduce con la baja de salarios, lo cual fue sustentado más ampliamente por Michal Kalecki. Con base en las investigaciones de Richard Kahn sobre el efecto multiplicador del crecimiento del empleo en las obras públicas, Keynes formuló los conceptos de multiplicador del empleo y multiplicador de la inversión, afirmando que entre mayor fuera la proporción de ingreso nuevo dedicado al consumo mayor será el incremento del empleo causado por una nueva inversión. Así, para contrarrestar la depresión propuso una política de gasto público y consideró que era poco probable que la caída de la eficiencia marginal del capital fuera necesariamente cíclica, siendo en cambio una variable en juego que podía influirse con políticas económicas adecuadas, la intervención económica del estado y estímulos psicológicos y objetivos.

### Teoría marxista del ciclo
Marx retomó las consideraciones de los economistas clásicos que lo precedieron (Smith, Ricardo, etc.) y usando conceptos clásicos y conceptos acuñados por él mismo ("composición orgánica del capital", "tasa de plusvalía") formuló una teoría de las crisis que, aunque dispersa en varias de sus obras, es una teoría relativamente completa de los ciclos de expansión-contracción, en opinión de autores tales como Henryk Grossman, Paul Mattick, Maurice Dobb o Anwar Shaikh. Richard Goodwin desarrolló modelos matemáticos de los ciclos comerciales a partir de las ideas de Marx. 
En la teoría de Marx la masa de ganancia (s) aumenta durante la expansión económica, pero la tasa de ganancia (r = s/[c+v]], donde c es capital constante, es decir maquinaria, materias primas y otros insumos, y v son salarios) tiende a disminuir debido a que aumenta la composición orgánica del capital (es decir, c/v, que es el valor de la maquinaria y las materias primas por unidad de gasto en salarios). Siendo la tasa de ganancia r = s/(c + v), puede ponerse también como ε/(ω + 1) siendo ε = s/v la tasa de plusvalía y ω = c/v la composición orgánica del capital, de forma que el aumento de ω tenderá a hacer caer la tasa de ganancia r. En la visión de Marx la baja de la tasa de ganancia y la acumulación acelerada son los dos aspectos en que se manifiesta el mismo proceso de desarrollo de la capacidad productiva. El rendimiento de la inversión en forma de ganancias es el resorte propulsor de la producción capitalista y el crecimiento acelerado al reducir la rentabilidad general del capital, conduce al descenso de la inversión. El conflicto de estos factores se abre paso periódicamente en forma de crisis.
Las condiciones del crecimiento capitalista se restablecen mediante la destrucción de capital que tiene lugar en las crisis. En las quiebras empresariales tienen lugar la destrucción de capital, que deja de funcionar como tal. Los capitalistas que no quiebran se hacen con el mercado de sus anteriores competidores y pueden adquirir a precios muy bajos sus empresas, sus plantas, su maquinaria o sus inventarios. La destrucción económica de carácter más agudo es la referida al capital invertido en los títulos valores, que representan el derecho a una ganancia futura.
Debido al aumento masivo del desempleo, la crisis presiona a la baja los salarios, lo que contribuye junto a los factores anteriores a que el capital que supera la crisis pueda dar otra vez altos rendimientos. La crisis termina cuando la misma destrucción de capital provocado por ella conduce al alza general de la tasa de ganancia y la economía se reactiva. La paralización de la producción prepara su ampliación posterior, de la misma forma que el crecimiento prepara la crisis. Así se reanuda el ciclo.

En efecto, desde 1825, año en que estalla la primera crisis general, no pasan diez años seguidos sin que todo el mundo industrial y comercial, la producción y el intercambio... se salgan de quicio. El comercio se paraliza, los mercados parecen sobresaturados de mercancías, los productos se estancan en los almacenes abarrotados, sin encontrar salida; el dinero contante se hace invisible; el crédito desaparece; las fábricas paran; las masas obreras carecen de medios de vida precisamente por haberlos producido en exceso, las bancarrotas y las liquidaciones se suceden unas a otras. El estancamiento dura años enteros, las fuerzas productivas y los productos se derrochan y destruyen en masa, hasta que, por fin, las masas de mercancías acumuladas, más o menos depreciadas, encuentran salida, y la producción y el cambio van reanimándose poco a poco. Paulatinamente, la marcha se acelera, el paso de andadura se convierte en trote, el trote industrial, en galope y, por último, en carrera desenfrenada, en batir de campanas de la industria, el comercio, el crédito y la especulación, para terminar finalmente, después de los saltos más arriesgados, en la fosa de un crac. Y así, una y otra vez.